# محافظة ماها ساراخام
محافظة ماها ساراخام (بالتايلندية: มหาสารคาม) و (بالإنجليزية: Maha Sarakham)‏ هي واحدة من محافظات تايلاند الخمس والسبعين تجاور محافظة كالاسين ومحافظة روي إت ومحافظة سورين ومحافظة بوريرام ومحافظة خون كاين.

## الجغرافيا
تقع المحافظة الواقعة في شمال شرق تايلاند بمستوي 130 إلى 230 متر فوق مستوى البحر المحافظة تشتهر بزراعة الارز لتميزها بالاراضي المنبسطة.

## التاريخ
يعود تاريخ تأسيس محافظة راما ساخام إلى عام 1868.

## التعليم
تقع في محافظة مها سارخام جامعة مهاساراخام أكبر جامعة في شمال شرق تايلاند بعدد طلاب حوالي 37,342 طالب

## التقسيمات الادارية
تنقسم المحافظة إلى 13 مقاطعة رئيسية التي بدورها تنقسم إلى 133 بلدية و 1804 قرية
| 1. موانج ماها ساراخام 2. كاي دام 3. كوسوم فيزي 4. كانثاراويتشاي 5. تشيانغ يون 6. برابو 7. نا كويك | 1. فاياكخافوم فيزي 2. وابيا اثوم 3. نا ديان 4. يانغ سيسورات 5. كوت رانغ 6. تشون كوم |